# George Alan Vasey
George Alan Vasey CB, CBE, DSO and Bar, avstralski general, * 29. marec 1895, † 5. marec 1945.